# Close to Seven
Close to Seven – piąty album studyjny niemieckiej piosenkarki Sandry wydany w 1992 roku przez Virgin Records.

## Ogólne informacje
Tytuł albumu oznaczał iż w momencie jego wydania kariera solowa Sandry trwała już prawie siedem lat. Całość ponownie zaaranżował i wyprodukował Michael Cretu, a materiał nagrano w domowym studio pary na Ibizie. Płyta stylistycznie była jeszcze bardziej wyrafinowana niż poprzednie albumy piosenkarki i nawiązywała do twórczości założonej przez Michaela Cretu grupy Enigma, która w tamtym czasie cieszyła się światowym uznaniem. Męskie wokale wspierające nagrał Andy Jonas, znany także jako Andy „Angel” Hart.
Pierwszym singlem z albumu została piosenka „Don't Be Aggressive”, która zdobyła spore zainteresowanie, jednak drugi singel, „I Need Love”, okazał się komercyjną porażką i nie wszedł na żadne listy sprzedaży. Piosenkę „Steady Me” wydano też jako singel promocyjny. Sama płyta Close to Seven dotarła do top 10 w Niemczech, a także do miejsca 24. na ogólnoeuropejskiej liście sprzedaży, choć ostatecznie nie sprzedała się tak dobrze jak poprzednie albumy Sandry.

## Lista ścieżek
1. „Don't Be Aggressive” – 4:45
2. „Mirrored in Your Eyes” – 3:26
3. „I Need Love” – 3:24
4. „No Taboo” – 3:50
5. „When the Rain Doesn't Come” – 4:43
6. „Steady Me” – 3:57
7. „Shadows” – 3:50
8. „Seal It Forever” – 4:51
9. „Love Turns to Pain” – 4:59
10. „Your Way to India” – 6:01

## Notowania
| Kraj i lista                | Pozycja |
| --------------------------- | ------- |
| Austria (Ö3 Austria Top 40) | 26      |
| Francja (SNEP)              | 18      |
| Holandia (MegaCharts)       | 87      |
| Niemcy (Media Control)      | 7       |
| Norwegia (VG-lista)         | 20      |
| Szwajcaria (Alben Top 100)  | 13      |
| Szwecja (Sverigetopplistan) | 27      |